# Deropeltis camerunensis
Deropeltis camerunensis är en kackerlacksart som beskrevs av Karlis Princis 1963. Deropeltis camerunensis ingår i släktet Deropeltis och familjen storkackerlackor. Inga underarter finns listade i Catalogue of Life.